# Monumento Liberdade, Diálogo e Democracia
O Monumento Liberdade, Diálogo e Democracia, igualmente conhecido como Rotunda das Cadeiras, é uma estrutura comemorativa do período após a Revolução de 25 de Abril de 1974, situada na cidade de Lagos, na região do Algarve, em Portugal.

## Descrição e história
O monumento está situado na Avenida da República, em Lagos, e é composto por sete cadeiras luminosas dispostas em círculo, representando os elementos da Terra, Homem, Diálogo, e Luz, numa base em forma de calote semiesférica. O monumento, planeado pela artista Vera Gonçalves, comemora o diálogo e o período de 25 anos de democracia que se seguiram à Revolução de 25 de Abril de 1974. Ao mesmo tempo, também é uma alusão às mudanças social, política e económicas na transição para o terceiro milénio. Segundo a artista,  a «confraternização e o diálogo são os meios através dos quais se pode chegar ao consenso, à liberdade e aos ideais da democracia».
Foi inaugurado em 1999, durante as comemorações do 25 de Abril em Lagos.
Em Agosto de 2019, o monumento estava a ser alvo de obras de requalificação, que incluíram a reabilitação da base e a substituição das antigas cadeiras por sete novas, igualmente da autoria de Vera Gonçalves. Os trabalhos foram oficialmente concluídos em 14 de Dezembro desse ano, com a introdução de uma nova estrutura, em ferro. De acordo com a autora, com esta alteração o monumento deixou de apresentar uma  aparência «monolítica», passando a simbolizar uma «encruzilhada de direções», embora continue a «evocar os ideais de outrora e a convidar, ainda mais, à multiplicidade de novos entendimentos».